# Креднер, Герман
Карл Герман Креднер (нем. Hermann Credner; 1 октября 1841, Гота, Тюрингия — 21 июля 1913, Галле) — немецкий геолог, палеонтолог, педагог, доктор философии, профессор геологии. Действительный член Саксонской академии наук. Член Леопольдины.

## Биография

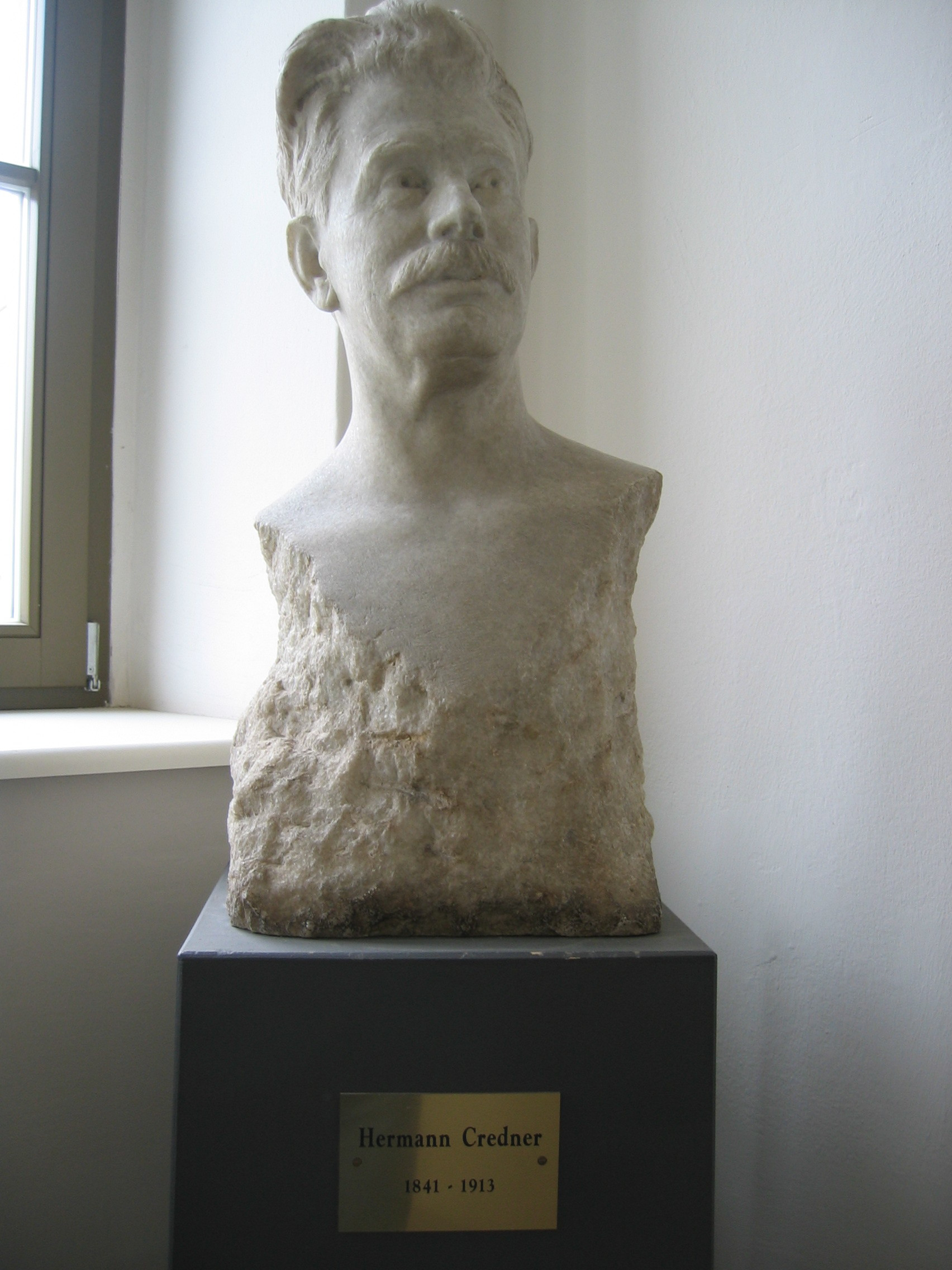
Бюст Г. Креднера в Лейпцигском университете

Сын горного советника. Обучался в Школе горного дела и металлургии в Клаусталь-Целлерфельде. Затем в университетах Бреслау и Гёттингена. Ученик Карла Фридриха Наумана. В 1864 году получил степень доктора философии.
В 1865—1868 годах совершил путешествие по Востоку, затем по Северной и Центральной Америке, где проводил обширные геологические исследования, результаты которых были опубликованы в Zeitschrift der Deutschen Geologischen Gesellschaft и Neues Jahrhuch für Mineralogie.
В 1870 году был назначен профессором геологии в университете Лейпцига, а в 1872 году — директором Геологической службы в Саксонии.
Среди его известных учеников – Рихард Бек.

## Научная деятельность
Автор многочисленных публикаций о геологических образованиях Саксонии. Опубликовал геологическую карту Королевства Саксония (1877). Креднер впервые описал минерал креднерит, который позже был назван его именем. В Флегессене он обнаружил сланец Посидония.
Издал в 2 томах справочник «Elemente der Geologie» (1872; 7 изд., 1891), который в Германии считается стандартным руководством.
Проводил исследования и написал ряд трудов в области палеонтологии (в частности, о Динозаврах — заурианах и лабиринтодонтах).
Doctor honoris causa Кембриджского университета. Почётный член
Геологического общества Бельгии (Льеж), Нью-Йоркской академии наук, Российского Императорского Минералогического общества (Санкт-Петербург) и др.

## Избранные труды
- Die Gliederung Der Eozoischen (1869)
- Руководство к геологии (1873)
- Die granitischen Gänge des sächsischen Granulitgebirges (1877)
- Die Stegocephalen und Saurier (1881—1893).
- Die Urvierfüssler (Eotetrapoda) des sächsischen Rothliegenden (1891)